# Emilio Polli
Emilio Polli (Milaan, 1901 -aldaar 1983) was een zwemmer in de vrije slag en Italiaans kampioen tot 1931. Hij maakte deel uit van de eerste generatie Italiaanse zwemmers. Hij zwom tijdens de Olympische Spelen van 1924 en de Olympische Spelen van 1928. In de loop der jaren heeft hij verschillende nationale titels gewonnen.